# On the Street Where You Live
On the Street Where You Live (L'amour est dans ta rue dans l'adaptation française) est une chanson composée par Frederick Loewe sur des paroles de Alan Jay Lerner pour leur comédie musicale My Fair Lady, créée à Broadway en 1956.
La chanson a été créée sur scène par John Michael King, l'interprète du rôle de Freddy Eynsford-Hill dans la production originale de Broadway de 1956.
Dans le film My Fair Lady sorti en 1964, la chanson est chantée par Freddy Eynsford-Hill, quand il regarde amoureusement et longuement, comme un amant exclu élégiaque (dans la tradition poétique romaine), la maison où Eliza Dolittle vit. Jeremy Brett, qui interprète le personnage, est doublé par Bill Shirley au chant.